# Степанова, Вероника Сергеевна
Вероника Сергеевна Степанова (род. 4 января 2001, Елизово, Камчатская область) — российская лыжница, олимпийская чемпионка 2022 года в эстафете.

## Биография
Представительница коренного малочисленного народа Севера России (коренная камчадалка по матери). Занимается лыжным спортом с семи лет, тренеры в елизовской лыжной школе — Пётр Яковлев и его дочь Яна, Александр Смольянов, Дмитрий Бородин, а также тренер по биатлону Сергей Мишкин.
Перед сезоном 2020/21 Степанова была кандидатом в основную сборную России, но глава ФЛГР Елена Вяльбе решила поберечь спортсменку и настояла на том, чтобы она провела ещё год в юниорской команде, взяв очередные медали юниорского чемпионата мира.
Всего Вероника участвовала в трёх юниорских чемпионатах мира: на первенстве мира 2019 года в финском Лахти завоевала серебряную медаль в составе эстафеты, первенство мира 2020 года в немецком Обервизентале прошла без наград, а на первенстве 2021 года в финском Вуокатти к аналогичному достижению в эстафете добавила личное «золото» в гонке на 5 км свободным стилем.
Была в составе сборной России на чемпионате мира 2021 года в Оберстдорфе, но на гонки заявлена не была. 13 марта 2021 года дебютировала в Кубке мира, став 40-й в гонке на 10 км классикой с общего старта в швейцарском Энгадине. Через неделю в Кирово-Чепецке выиграла все гонки первенства России среди 20-летних: личный спринт свободным стилем, эстафету и масс-старт на 15 км свободным стилем.
К сезону 2021/22 готовилась в группе Егора Сорина. 5 декабря 2021 года на этапе Кубка мира в норвежском Лиллехаммере, обойдя на финише женской эстафеты норвежку Хелене Мари Фоссесхолм и шведку Моа Ульссон, принесла команде России первую победу в этой дисциплине с 2004 года, а также впервые с 2009 года лишила в ней первого места команду Норвегии. Елена Вяльбе после этой победы отметила, что «в очередной раз Вероника доказала, что она настоящая эстафетчица», а также заметила, что спортсменка «не так хорошо себя чувствует в горах».
У женщин, конечно, в очередной раз Вероника доказала, что она настоящая эстафетчица. В прошлом сезоне мы все восхищались ее финишем на чемпионате России в эстафете. Таких эстафетчиц у нас давно не было. Одно жаль - она не так хорошо себя чувствует в горах, а следующие две Олимпиады в горах. Поэтому будем с ней над этим работать. У нас есть две-три молодые перспективные девчонки, в которых мы видим наше будущее.
На Олимпиаде 2022 года в Пекине приняла участие в двух гонках. Дойдя до полуфинала спринтерских соревнований, не смогла пробиться в решающий забег, показав итоговое 7-е место. В эстафете 4x5 км в составе команды ОКР бежала заключительный этап гонки и, финишировав первой, стала самой молодой российской олимпийской чемпионкой в истории лыжных гонок.
На молодёжном чемпионате мира 2022 года в норвежской Люгне стала третьей в гонке на 10 км классическим стилем с раздельным стартом и смешанной эстафете.

## Общественная деятельность
На встрече золотых медалистов Олимпийских игр 2022 года с президентом России Владимиром Владимировичем Путиным в Кремле 26 апреля 2022 года активно поддержала российское вторжение на Украину. 
15 апреля 2023 года внесена в санкционный список Украины, так как «распространяет нарративы в соответствии с кремлевской пропагандой для целей оправдания действий России».

## Результаты

### Олимпийские игры
| Олимпийские игры | Спринт | Командный спринт | 10 км раздельный старт | 7,5+7,5 км скиатлон | 30 км масс-старт | Эстафета |
| ---------------- | ------ | ---------------- | ---------------------- | ------------------- | ---------------- | -------- |
| 2022 Пекин       | 7      | —                | —                      | —                   | —                | 1        |

## Награды
- Орден Дружбы (25 февраля 2022 года) — за высокие спортивные достижения, волю к победе, стойкость и целеустремлённость, проявленные на XXIV Олимпийских зимних играх 2022 года в городе Пекине (Китайская Народная Республика)[21];
- Заслуженный мастер спорта России (2022).